# جوک بوی بونر
جوک بوی بونر (انگلیسی: Juke Boy Bonner؛ ۲۲ مارس ۱۹۳۲ – ۲۹ ژوئن ۱۹۷۸) یک خواننده اهل ایالات متحده آمریکا بود.